# Carl Benjamin Boyer
Carl Benjamin Boyer (también conocido como Carl B. Boyer) (3 de noviembre de 1906 – 26 de abril de 1976) fue un historiador de la ciencia, en especial de la matemática. David Foster Wallace lo llamaba el "Gibbon de la historia de las matemáticas".
Escribió los libros Historia de la Geometría Analítica, La historia del cálculo y su desarrollo conceptual, Historia de las matemáticas y El arcoíris: del mito a las matemáticas. Fue corrector-editor de Scripta Mathematica.

## Semblanza
Boyer nació en Hellertown (Pensilvania) en 1906, hijo de Howard Franklin Boyer y de Rebecca Catherine Eisenhart. Fue valedictorian de su clase. Recibió un A.B. del College de la Universidad de Columbia en 1928 y un M.A. en 1929. Obtuvo su doctorado en Matemáticas en la Universidad de Columbia en 1939.
Desde 1952 hasta su muerte fue profesor de matemática a tiempo completo en el Brooklyn College, donde había comenzado a enseñar en 1928.
Boyer fue instrumento e inspiración para la fundación de la sección metropolitana de la History of Science Society de Nueva York.
Fue «Miembro en Historia de la Ciencia y la Tecnología» de la John Simon Guggenheim Memorial Foundation de 1954.
En 1978, su viuda Marjorie Duncan Nice, profesora de Historia, estableció el Premio Carl B. Boyer, otorgado anualmente a un estudiante no graduado de la Universidad de Columbia por el mejor ensayo en ciencias o matemáticas.